# Apusozoa
Apusozoa је тип ситних једноћелијских бичара. Обично су величине 5–20 μm и насељавају земљиште и различита водена станишта. Хране се хетеротрофно, бактеријама. Представници редова Apusomonadida и Ancyromonadida поседују два бича, док представници реда Hemimastigida посудују више бичева.